# Régiment canadien d'infanterie fencible
Le Régiment canadien d'infanterie fencible était un régiment de fencibles (en) du Canada qui n'exista que pendant une courte période au cours du XIXe siècle.

## Historique
Le régiment avait ses origines en Écosse. Les officiers étaient écossais, mais les soldats étaient canadiens.
Créé à Montréal en 1803, le régiment ne commença pas son recrutement avant 1805.

## Batailles
- Guerre anglo-américaine de 1812
  - 1812 : Bataille de Détroit
  - 1813 : Bataille de la ferme Crysler
  - 1813 : Bataille de la Châteauguay